# Powersolo
Powersolo er en rock'n'roll-duo, der har brødrene Kim Hjorth Jeppesen (Kim Kix) og Bo Hjorth Jeppesen (Atomic Child) som faste medlemmer. Gruppen blev dannet i Aarhus i 1996, og har siden udgivet seks studiealbums.

## Udgivelser
Powersolo udgav sit første album Lemon Half Moon i 2001 på Kick Music. I 2004 udgav de deres andet album It's Raceday...And your pussy is GUT! på pladeselskabet Crunchy Frog.
Siden 2004 er Powersolos albums udkommet på Crunchy Frog, dvs. It's Raceday and Your Pussy is GUT! (2004), 2006-albummet Egg, Bloodskinbones fra 2009, Buzz Human fra 2011 og The Real Sound fra 2014.
Powersolos første single, 7”-eren "Got a Sack o' Dope Hidden in My Ass" udkom i 2001 på Mastermind.
I 2004 udgav bandet en split på Mastermind, PowerSolo vs. the Real Moneymakers, imens 2005 bød på Snot Dum-EP'en, hvor Powersolo og Defectors fik en side hver på udgivelsen fra Bad Afro, DR og Crunchy Frog.
Powersolo udgav i 2011 "I Love You But I Hate You" på Crunchy Frog. Nummeret var første single fra albummet Buzz Human, der udkom senere samme år. I 2013 udgav Powersolo yderligere fire singler: "Step Back Backstab", "Beam mig op Jesus", "Snot Dum" og "Ramasjang Rally". Alle er udkommet på Crunchy Frog, sidstnævnte i samarbejde mellem Crunchy Frog og DR.
I 2014 udkom "Boom Babba Do Ba Dabba", som var første single fra albummet The Real Sound, der er udkommet på Crunchy Frog (maj 2014). 
Bandet har en fast, mindre fanskare og skiller vandene i det danske medielandskab.
Der kom stor debat om bandet, da frontmand Kim Hjorth Jeppesen lagde sig ud med Nephews' forsanger Simon Kvamm, blandt andet på mx.dk, hvor han udtalte, "at Nephew ligner et U2-kopiband fra Ålborg, som IKKE kan redde nogen i verden.”
Kim Kix er også kendt fra psychobilly-miljøet, blandt andet med bandet Johnny Nightmare.

## Sync og soundtrack
Powersolo optræder på soundtracket til to af Ole Christian Madsens film: Nordkraft fra 2005 og Superclásico fra 2011. Bandet figurerer også på soundtracket til Thomas Vinterbergs film En mand kommer hjem (2007), Mikkel Nørgaards komedie Klovn (2007), TV2 Zulu Hitlisten og DR's Ramasjang Rally.
Powersolo har bidraget med musik til de amerikanske tv-serier True Blood ep. 210 & 301 og American Horror Story, det australske TV Show Underbelly: I ep. 6, II ep. 2, II ep. 11 & III ep. 12, det britiske TV-show Sugar Rush, den britiske komedie I Want Candy (2007) og australske Scot Pickets kortfilm The One That Broke Your Heart (2012).
Powersolos musik bliver benyttet i en række kommercielle sammenhænge, bl.a. NFL on FOX pregame, Nascar on FOX, Honda CR-V, Coca-Cola Zero Sydamerika, Jay Jays, SNCF French Railways, Renault Clio, Ford UTE, Heineken & Lemon Drops shortfilm. Se flere Powersolo-synchs hos Crunchy Tunes.

## Diskografi

### Album
- 2001 Lemon Half Moon
- 2004 Its Raceday...And your pussy is GUT!
- 2006 Egg
- 2009 Bloodskinbones
- 2011 Buzz Human
- 2014 The Real Sound

### Film Soundtrack
- 2008 Himmerland (Original Soundtrack)

### Single
- 2001 "Got a sack o' dope hidden in my ass"
- 2024 "Oak Tree Girl"
- 2011 "I Love You But I Hate You"
- 2012 "Snot Dum"
- 2012 "Step Back Backstab"
- 2012 "Ramasjang Rally"
- 2012 "Beam Mig Op Jesus"
- 2014 "Boom Badda Do Ba Dabba"

### Split
- 2005 Snot dum EP- Powersolo/the Defectors
- 2004 PowerSolo vs. the Real Moneymakers